# Чжао Хен
Чжао Хен (спрощ.: 赵恒; кит. трад.: 趙恆; піньїнь: Zhào Héng), храмове ім'я Чженьцзун (кит.: 真宗; піньїнь: Zhēnzōng; 23 грудня 968 —23 березня 1022) — третій імператор династії Сун.

## Життєпис
Походив з імператорського роду Чжао. Був третім сином Чжао Куан'ї. Зайняв трон 997 року після смерті свого батька.
За свого правління намагався зміцнити центральну владу та сприяв економічному зростанню міст, зміцненню промисловості. 1004 року за наказом імператора було засновано фабрику з виготовлення порцеляни у місті Дзіндечжень (сучасна провінція Цзянсі), що сприяло розвитку всієї порцелянової галузі. Зросли обсяги виробництва текстилю, фарб, паперу. В сільському господарстві впроваджувались поліпшені сорти рису, що давали вищі врожаї. Своїми наказами сприяв розвитку зовнішньої торгівлі, зокрема з Японією, Кореєю, іншими країнами Південно—Східної Азії.
Від 1013 до 1015 року Чженьцзун видав офіційні декрети, що закріплювали обожнювання Нефритового імператора (оголошеного 1008 року пращуром роду Чжао) як вищого правителя небес. Водночас багато в чому сприяв зміцненню даосизму в імперії.
Водночас намагався залагодити конфлікт з киданьською імперією Ляо. У 1004—1005 роках Чженьцзун зі змінним успіхом вів оборонні бої проти Ляо, що зрештою завершились укладанням мирного договору в Шаньюані. Для збереження північних кордонів від нападів киданів Чжао Хен зобов'язався щорічно сплачувати 100 тисяч унцій срібла й 200 тисяч рулонів шовку.

## Девізи правління
- Сяньпін (咸平) 998—1003
- Цзінде (景德) 1004—1007
- Дачжонсянфу (大中祥符) 1008—1016
- Тяньсі (天禧) 1017—1021
- Цяньсін (乾興) 1022